# Grupa Guderiana
Grupa pancerna "Guderian" – grupa wojsk utworzona 28 maja 1940 roku z rozkazu Hitlera, dowodzona przez gen. Heinza Guderiana z żołnierzy wcześniejszego XIX Korpusu i podporządkowana 12 Armii gen. Wilhelma Lista. Do jej sukcesów należy przełamanie Linii Weyganda i zdobycie Chalons-sur-Marne, Chaumont, Langres, Belfortu i Pontarlier. Szefem sztabu był płk Nehring. Grupa została rozwiązana 30 czerwca 1940 roku w Besançon.

## Skład
XXXIX korpus gen. Schmidta:
- 1 Dywizja Pancerna
- 2 Dywizja Pancerna
- 29 Dywizja Piechoty Zmotoryzowanej

XLI korpus gen. Reinhardta:
- 6 Dywizja Pancerna
- 8 Dywizja Pancerna
- 20 Dywizja Piechoty Zmotoryzowanej
- niektóre mniejsze oddziały podporządkowane bezpośrednio dowództwu grupy